# Théâtre de la côte pacifique de la guerre de Sécession
Le théâtre de la Côte Pacifique est le théâtre d'opération où se déroulèrent les opérations militaires de la guerre de Sécession dans les États proches de l'océan Pacifique, dont la Californie, l'Oregon et le Nevada, ainsi que dans les territoires de Washington, d'Utah et de l'Idaho.
Sur ce théâtre, les opérations des troupes de l'Union, des régiments de Volontaires venus principalement de Californie, mais aussi d'Oregon et, pour quelques compagnies, du territoire de Washington, furent principalement dirigées contre les Indiens.
Les troupes régulières de l'Union et celles de la Confédération ne s'affrontèrent pas directement, sauf dans le territoire du Nouveau-Mexique. Des opérations furent cependant menées contre des bandes confédérées d'irréguliers en Californie, et de fortes garnisons furent placées dans le sud de la Californie et du territoire du Nouveau-Mexique, pour contrôler ces régions où les sympathies sécessionnistes étaient fortes.
Malgré l'absence de confrontation directe (sauf au Nouveau-Mexique), des navires de guerre confédérés croisaient dans l'océan Pacifique, mais les opérations navales ne parvinrent pas à perturber le commerce vers l'est des États-Unis. Le dernier navire confédéré, le CSS Shenandoah, tira le dernier obus de la guerre dans la Mer de Béring, au large des côtes de l'Alaska.
Les tentatives de la Confédération d'acheter des vaisseaux ou de s'en emparer pour organiser des raids sur la côte ouest furent contrecarrées par les autorités de l'Union ou par l'Escadre du Pacifique.

## Sécession sur laCôte Ouest des États-Unis

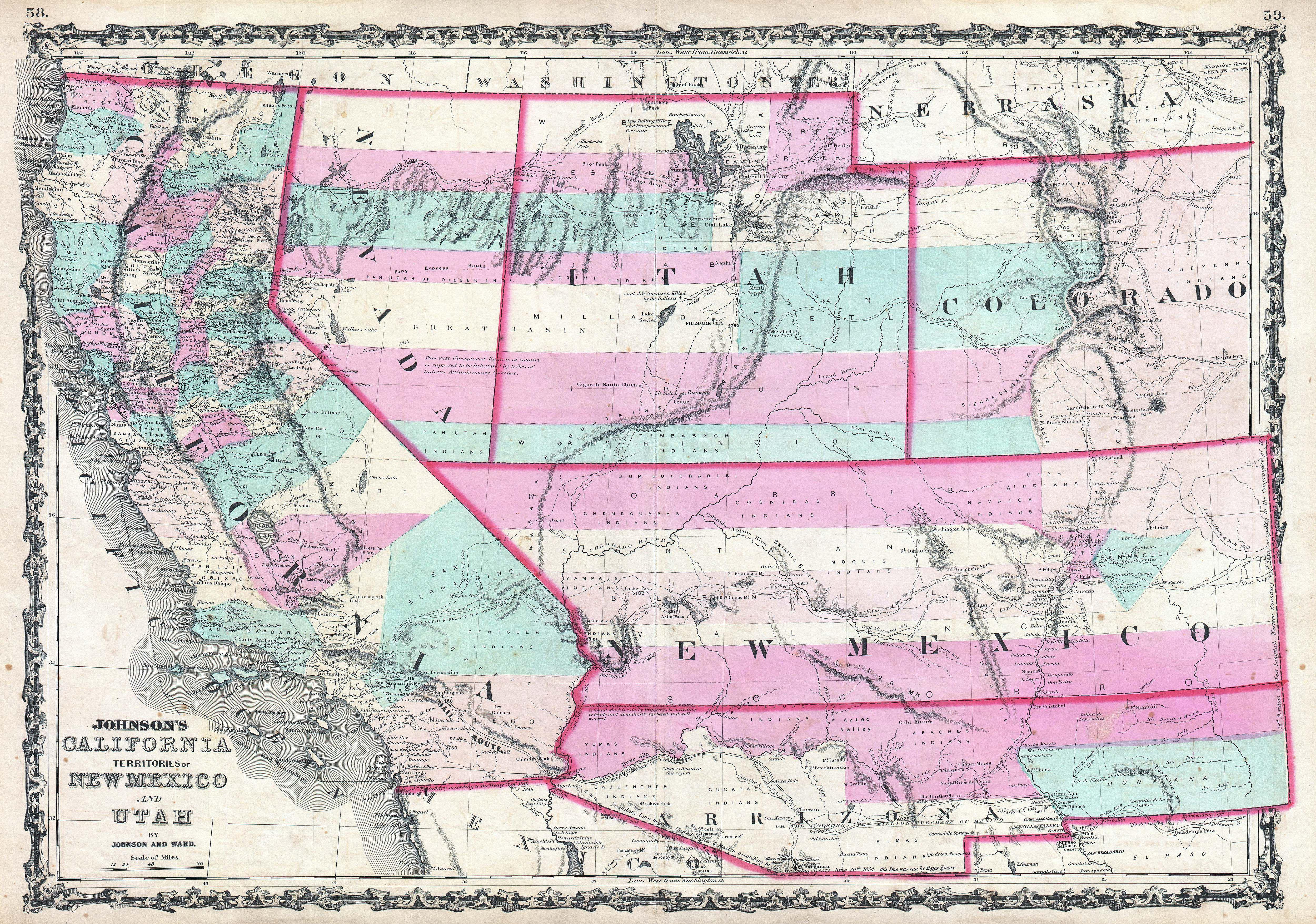
Carte représentant les États et Territoires de Californie, Nevada, Utah, Colorado, New Mexico et Arizona (Johnson, 1862).

En 1860, après l'élection d'Abraham Lincoln à la présidence des États-Unis-Unis, les partisans du Sud envisagèrent de faire sécession et de former, avec l'Oregon, une « République du Pacifique »".
Leur plan dépendait de la coopération du colonel Albert Sidney Johnston, qui commandait, depuis son quartier-général de Benicia, toutes les troupes fédérales du département du Pacifique. Johnston rencontra une délégation de sympathisants sudistes et, avant qu'ils aient pu prendre la parole, il les informa qu'il avait eu vent d'un projet visant à s'emparer des forts de San Francisco et de l'arsenal de Benicia, qu'il avait pris ses dispositions pour défendre les installations placées sous son contrôle avec toutes ses forces et jusqu'à la dernière goutte de son sang. Il les invita à passer le message à leurs alliés.
Privé de soutien, le projet de sécession Californie-Oregon ne put aboutir. Entre-temps, les partisans de l'Union, doutant de la loyauté de Johnston, télégraphièrent à Washington pour demander son remplacement. Le brigadier-général Edwin Vose Sumner fut rapidement dépêché à l'ouest, via le canal de Panama pour relever Johnston (mars 1861). Ce dernier démissionna le 9 avril et, après l'arrivée de Sumner le 25 avril, remit son commandement et s'installa, avec sa famille, à Los Angeles.
Le 28 mars 1861, le territoire de l'Arizona vota pour se séparer du territoire du Nouveau-Mexique et rejoindre la Confédération. Chez les Unionistes, cette initiative attisa les craintes d'une sécession de la Basse-Californie. Ces craintes étaient étayées par les résultats du vote très largement favorable à la séparation de la Basse-Californie, lors du passage du Pico Act de 1859, mais également par la puissance du parti sécessionniste dans le sud de l'État et par ses menées ouvertement sécessionnistes, dont, en particulier, la création de compagnies de miliciens.

## Opérations contre les sécessionnistes et la Confédération

### Déclenchement de la guerre de Sécession

#### Sécurisation de la Basse-Californie
Au déclenchement de la guerre de Sécession, une sécession de la Californie du Sud paraissait possible : la population y était très largement en faveur d'une séparation d'avec la Californie ; des milices de partisans de la sécession avaient été constituées et le drapeau de la Californie, emblème de la république de Californie, flottait depuis plusieurs mois dans les comtés de Los Angeles et de San Bernardino.
Quand l'annonce de la prise de Fort Sumter atteignit la Californie, les sécessionnistes manifestèrent publiquement leur joie. Seule San Diego disposait alors d'une petite garnison de l'Union, mais, en mai-juin 1861, la cavalerie fédérale dépêcha vers camp Fitzgerald (Los Angeles) trois compagnies jusqu'alors cantonnées au fort Mojave et au fort Tejon et l'option sécessionniste devint rapidement irréaliste.
Soupçonné par les autorités fédérales, le général Johnston échappa à l'arrestation et rejoignit les Los Angeles Mounted Rifles, une milice sécessionniste, en qualité de simple soldat. Quittant Warner's Ranch le 27 mai, ils franchirent les déserts du sud-ouest jusqu'au Texas, traversant le Colorado pour arriver en Arizona, territoire sécessionniste, le 4 juillet 1861.
Le 23 mars 1861, A. J. King, shérif-adjoint du comté de Los Angeles avait également créé, avec d'autres personnalités influentes de la localité d'El Monte, une autre milice sécessionniste, les Monte Mounted Rifles. Décidés à soutenir Johnston, ils en furent empêchés par les autorités et par l'armée fédérale, dont les officiers saisirent une livraison d'armes qui leur était destinée.
Chargé de la supervision des comtés de Los Angeles, San Bernardino, San Diego et Santa Barbara, le major William Scott Ketchum s'embarqua, le 14 août 1861, à San Francisco pour rejoindre San Pedro. Il fit ensuite route rapidement pour installer son campement près de San Bernardino (26 août) avec les compagnies D et G du 4e Régiment d'infanterie, renforcées au début du mois de septembre par un détachement de 90 hommes du First U.S. Dragoons équipés d'un obusier.
La garnison de Ketchum, qui n'eut à subir que quelques tirs isolés, maîtrisa le soulèvement sécessionniste de Belleville et une simple démonstration de force des dragons dans les rues de San Bernardino, au début du mois de novembre, suffit à calmer les manifestations hostiles à l'Union qui avaient accompagné la campagne des élections sénatoriales dans le comté de San Bernardino,.
Pendant la seconde moitié de 1861, tandis que les troupes fédérales étaient progressivement remplacées par les Volontaires de Californie, les généraux de l'Union s'appuyèrent sur les San Bernardino Mounted Rifles et sur le capitaine Clarence E. Bennett pour recueillir des renseignements et conserver le contrôle du comté de San Bernardino, malgré ses sympathies pour la cause rebelle.
Le 25 septembre 1861 est créé le district de Californie du Sud, avec pour quartier-général Culver City, à l'ouest de Los Angeles (il sera ensuite transféré aux Drum Barracks),,.
Le district fut tout d'abord institué pour contrôler la population de Californie du Sud, en majorité favorable à la sécession. Il englobait le comté de Tulare au nord, qui à cette époque était beaucoup plus étendu qu'aujourd'hui, incluant les actuels comtés de Kings, de Kern, et d'Inyo ainsi qu'une partie du comté de Fresno.
Le 20 octobre, les soldats de l'armée régulière de Ketchum basés à camp Latham furent relevés par trois compagnies du 1st California Cavalry et envoyés dans le comté de San Bernardino County pour y établir camp Carleton et, plus tard, Camp Morris,,.
Des unités de volontaires furent également dépêchées au camp Wright, dans le comté de San Diego pour surveiller les abords méridionaux de la Californie, de l'autre côté du désert du Colorado, depuis le fort Yuma, sur la rive ouest du fleuve. Elles étaient également chargées d'intercepter les sympathisants sécessionnistes qui voyageaient vers l'est pour y rejoindre l'armée des États confédérés.
En mars 1862, toutes les troupes à l'entraînement au camp Latham furent transférées au camp Drum, laissant une compagnie pour surveiller les environs de Los Angeles. À la suite des dégâts subis par camp Carleton lors des grandes inondations de 1862, la garnison fut transférée au New Camp, à proximité du foyer rebelle d'El Monte. Pendant le reste de la guerre, les garnisons de l'Union furent maintenues en Californie du Sud.

#### Campagne de laCalifornia Column
Début 1862, le quartier-général du district servit de base à la campagne dite de la California Column, sur le territoire confédéré de l'Arizona.
La Californie envoya quelques-uns de ses régiments de Volontaires à l'est, pour débarrasser de leurs garnisons rebelles le territoire du Nouveau-Mexique ainsi que l'Ouest du Texas autour d'El Paso. Par la suite, des unités californiennes restèrent sur place et y combattirent les Navajos, les Comanches et les Apaches après la guerre de Sécession, jusqu'à ce qu'elles soient relevées par des troupes fédérales en 1866.
En mars 1865, le territoire de l'Arizona, alors sous le contrôle du district de l'Arizona, fut transféré du département du Nouveau-Mexique au département du Pacifique puis, en juillet 1865, au département de Californie.

### Opérations de l'escadre du Pacifique
En raison du blocus de l'Union contre la Confédération, la marine du Nord n'avait qu'une réserve de navires limitée pour garder les ports et protéger le commerce de la côte Pacifique.
L'Escadre du Pacifique resta donc toujours de petite taille : un navire était posté en permanence à Panama pour protéger ce qui constituait le terminal pacifique pour les chargements d'or transportés par les vaisseaux de la Pacific Mail Steamship Company.
Les autres vaisseaux patrouillaient la côte entre Panama et la Colombie britannique, selon les besoins. Le chantier naval de Mare Island, dans la baie de San Francisco, était le port d'attache de l'escadre.

#### Défenses de la côte Pacifique
Pour protéger les ports, et particulièrement la Baie de San Francisco, d'où partaient l'or et l'argent extraits sur la côte Pacifique, des attaques confédérées et de celles des empires britannique ou français, des forts furent construits et améliorés. Les fortifications côtières de Fort Point et de Camp Sumner furent construites à la limite du Presidio de San Francisco, et d'autres à Fort Baker sur les Marin Headlands.
Un fort fut construit sur l'Île d'Alcatraz, au centre de la baie, pour accueillir les prisonniers confédérés ; il devint par la suite une prison fédérale.
La baie de San Francisco était également protégée par l'arsenal de Benicia, par Fort Mason à la pointe San Jose, et par Camp Reynolds, sur Angel Island.
À l'embouchure du fleuve Columbia, porte d'accès aux champs aurifères nouvellement découverts de l'Idaho, deux forts furent établis. En 1862, un campement baptisé Cape Disappointment fut établi sur le territoire de Washington. Des fortifications furent élevées et l'artillerie installée pour couvrir l'embouchure de la rivière. Pour les mêmes raisons, en 1863, à Point Adams, un fort (devenu plus tard Fort Stevens) fut établi en Oregon, sur la rive sud de l'embouchure.
Des postes militaires existaient (ou furent établis) dans les ports de San Diego, San Pedro Bay, Santa Barbara, Noyo, Fort Humboldt, dans la baie de Humboldt, et à Fort Vancouver en Californie.
En 1864, Île Santa Catalina fut capturée par les forces fédérales et un poste militaire y fut créé. La population fut déportée, afin d'empêcher que l'île ne soit utilisée comme port d'attache par des navires corsaires. Pendant un temps, les autorités pensèrent en faire un camp de prisonniers destinés aux Indiens capturés à l'occasion de la guerre dite des Bald Hills, sans que ce projet ne soit jamais concrétisé.

#### Incidents navals
Entre l'échec de la campagne du Nouveau-Mexique et la fin de la guerre de Sécession, la flotte confédérée tenta à plusieurs reprises de s'emparer de cargaisons d'or et d'argent et de s'attaquer aux navires de commerce de l'Union croisant dans le Pacifique.

##### Complot duJ. M. Chapman
En 1863, Asbury Harpending, après s'être rendu secrètement à Richmond pour s'y faire remettre des lettres de créances, se joignit à des membres de la société connue, à San Francisco, sous le nom de Knights of the Golden Circle, pour affréter la goélette J. M. Chapman et en faire un navire corsaire confédéré destiné à donner la course aux navires de l'Union transportant des cargaisons d'or et d'argent afin de les capturer et de financer la Confédération.
Leurs plans furent déjoués et ils furent faits prisonniers, la nuit-même de leur départ, par le USS Cyane aidé par des agents de la douane et la police de San Francisco,.

##### Conspiration pour s'emparer duShubrick
Après la capture du J. M. Chapman, l'inquiétude gagna les partisans de l'Union le long de la côte Pacifique ; ils devinrent plus suspicieux et cherchèrent à dévoiler d'autres projets de même nature. Parmi les documents découverts sur le J. M. Chapman se trouvait une lettre détaillant des plans visant le USS Shubrick. Alors que ce projet paraissait abandonné, Allen Francis, consul des États-Unis à Victoria (Colombie-Britannique), se convainquit que le capitaine du Shubrick et certains membres d'équipage faisaient bien partie d'un complot destiné à se saisir du navire pour le compte de la Confédération. Pendant que les supposés comploteurs étaient à terre, Allen Francis fit rapatrier le navire vers les États-Unis par le commandant en second et la partie loyale de l'équipage .
Par la suite, Allen crut avoir découvert un autre complot confédéré visant à acheter des navires en Colombie-Britannique et à les affréter pour la course. Ce complot ne déboucha sur rien de concret,

##### Pirates du Salvador
Pendant l'été 1864, la marine confédérée ordonna au capitaine Thomas Egenton Hogg et à ses subordonnés de prendre des billets sur le vapeur côtier au départ de Panama city, de s'en emparer une fois en mer, de l'armer et de s'en servir pour attaquer les vapeurs de la Pacific Mail ainsi que les navires baleiniers croisant dans le Pacifique.
Thomas Savage, le consul américain à La Havane, apprit l'existence de ce plan et il en informa le contre-amiral George F. Pearson à Panama City. Celui-ci décida de surveiller les passagers en passe d'embarquer sur les vapeurs à Panama City. Quand les conjurés furent découverts à bord du vapeur Salvador, une unité du USS Lancaster les arrêta et les transféra à San Francisco.
Jugés par un tribunal militaire, ils furent condamnés à être pendus, mais le général Irvin McDowell commua leur sentence. Pour prévenir tout autre détournement, le général McDowell ordonna que chaque passager embarquant sur un vapeur marchand de l'Union soit débarrassé de ses armes et que ses bagages soient fouillés. Tous les officiers furent armés pour assurer la protection de leurs navires,.

##### Raids confédérés sur les navires de commerce
Le CSS Alabama opéra dans le Pacifique Sud pendant quelques semaines seulement.
Le CSS Shenandoah fut le second et le dernier navire confédéré à croiser dans le Pacifique avec l'intention d'y donner la course aux navires de l'Union. Mais ses attaques survinrent trop tard sur la fin de la guerre, ou même après, faisant ses plus grosses prises après la fin du conflit et capturant 38 navires, pour la plupart des baleiniers. Quand ses exploits furent connus, l'Escadre du Pacifique se mit à sa recherche, sans pouvoir le trouver. À ce moment, le commandant James Waddell, capitaine du Shenandoah, avait découvert que la guerre était finie. Il s'enfuit en Grande-Bretagne pour éviter d'être traduit en justice pour piraterie.

## Guerres indiennes et Département du Pacifique
La classification des campagnes militaires établie par le National Park Service mentionne une seule campagne et une seule bataille sur ce théâtre d'opérations : le Massacre de Bear River.
Il y eut cependant, plusieurs campagnes contre les Indiens, en addition à celle menée contre les Shoshones de l'est.
La Californie du Nord vit se dérouler la guerre des Bald Hills (1858–1864) contre les tribus Chilula, Lassik, Hoopa, Mattole, Nongatl, Sinkyone, Tsnungwe, Wailaki, et Whilkut.
À partir du 12 décembre 1861, ce théâtre d'opérations fut intégré au District of Humboldt dont le quartier-général se trouvait à Fort Humboldt. La guerre des Bald Hills était essentiellement une guerre asymétrique prolongée requérant des garnisons pour protéger les colons, escorter les convois et effectuer de longues patrouilles débouchant parfois sur des escarmouches.
Des unités californiennes restèrent en garnisons au Nouveau Mexique et dans l'ouest du Texas pour y éviter un retour de la Confédération et pour y combattre les Navajos et les Apaches, jusqu'après la fin de la guerre. Ils ne furent relevés par les troupes fédérales qu'en 1866.
Entre 1862 et 1863, des unités de la California Cavalry venant du District de Californie du Sud combattirent la guerre indienne dite d'Owens Valley contre les Païutes (ou Numa), et contre leurs alliés Kawaiisu dans les montagnes de la cordillère de l'ouest.
Tout au long de la guerre de Sécession, des patrouilles de Volontaires de l'Oregon et de Californie s'accrochèrent avec des Indiens Ute, Goshute, Paiute, Bannock, et Shoshone, en Oregon et dans les Territoires de Washington (plus tard Idaho), d'Utah et du Nevada (devenu en 1863 l'État du Nevada).
En 1863, l'invasion du territoire des Indiens Snake par des chercheurs d'or déclencha la Snake War. Les Volontaires de Californie, d'Oregon et du territoire de Washington combattirent les Indiens Snake jusqu'à ce qu'ils soient relevés par les troupes fédérales à la fin de 1865. La guerre se poursuivit jusqu'en 1868.
Les opérations ayant eu lieu à l'est des Montagnes Rocheuses et à l'ouest du Mississippi font partie du théâtre Trans-Mississippi de la Guerre de Sécession.